# Československá hokejová reprezentace v sezóně 1965/1966
Československá hokejová reprezentace v sezóně 1965/1966 sehrála celkem 24 zápasů.

## Přehled mezistátních zápasů
| Pořadí | Datum              | Soupeř     | Výsledek              | Soutěž                     | Místo utkání                            |
| ------ | ------------------ | ---------- | --------------------- | -------------------------- | --------------------------------------- |
| 402.   | 22. listopadu 1965 | NDR        | 8:1 (2:0, 4:1, 2:0)   | přátelsky                  | Litvínov                                |
| 403.   | 24. listopadu 1965 | SSSR       | 3:2 (0:0, 2:1, 1:1)   | přátelsky                  | Praha                                   |
| 404.   | 26. listopadu 1965 | SSSR       | 4:2 (2:0, 1:2, 1:0)   | přátelsky                  | Praha                                   |
| 405.   | 28. listopadu 1965 | Švédsko    | 3:2 (2:1, 1:1, 0:0)   | přátelsky                  | Praha                                   |
| 406.   | 30. listopadu 1965 | Švédsko    | 5:2 (1:0, 3:0, 1:2)   | přátelsky                  | Praha                                   |
| 407.   | 27. prosince 1965  | Švédsko    | 8:3 (1:0, 4:1, 3:2)   | Walter Brown Memorial 1965 | Colorado Springs                        |
| 408.   | 30. prosince 1965  | SSSR       | 0:3 (0:0, 0:1, 0:2)   | Walter Brown Memorial 1965 | Colorado Springs                        |
| 409.   | 31. prosince 1965  | Kanada     | 2:3 (1:1, 1:2, 0:0)   | Walter Brown Memorial 1965 | Colorado Springs                        |
| 410.   | 5. ledna 1966      | Kanada     | 3:3 (0:1, 3:2, 0:0)   | přátelsky                  | Winnipeg                                |
| 411.   | 8. ledna 1966      | Kanada     | 3:7 (1:3, 1:1, 1:3)   | přátelsky                  | Kitchener                               |
| 412.   | 9. ledna 1966      | Kanada     | 5:1 (1:1, 2:0, 2:0)   | přátelsky                  | Toronto []Toronto Maple Leaf Garden III |
| 413.   | 24. února 1966     | Kanada     | 4:0 (2:0, 1:0, 1:0)   | přátelsky                  | Praha                                   |
| 414.   | 25. února 1966     | Kanada     | 4:3 (0:0, 3:1, 1:2)   | přátelsky                  | Praha                                   |
| 415.   | 3. března 1966     | NDR        | 6:0 (1:0, 2:0, 3:0)   | Mistrovství světa 1966     | Lublaň                                  |
| 416.   | 5. března 1966     | Finsko     | 8:1 (1:0, 3:0, 4:1)   | Mistrovství světa 1966     | Lublaň                                  |
| 417.   | 6. března 1966     | Polsko     | 6:1 (3:0, 1:0, 2:1)   | Mistrovství světa 1966     | Lublaň                                  |
| 418.   | 8. března 1966     | USA        | 7:4 (1:3, 5:0, 1:1)   | Mistrovství světa 1966     | Lublaň                                  |
| 419.   | 10. března 1966    | Kanada     | 2:1 (1:0, 0:0, 1:1)   | Mistrovství světa 1966     | Lublaň                                  |
| 420.   | 11. března 1966    | Švédsko    | 2:1 (0:1, 1:0, 1:0)   | Mistrovství světa 1966     | Lublaň                                  |
| 421.   | 13. března 1966    | SSSR       | 1:7 (0:4, 1:2, 0:1)   | Mistrovství světa 1966     | Lublaň                                  |
| 422.   | 14. března 1966    | Jugoslávie | 13:1 (5:0, 4:0, 4:1)  | přátelsky                  | Lublaň                                  |
| 423.   | 15. března 1966    | Jugoslávie | 21:0 (4:0, 10:0, 7:0) | přátelsky                  | Záhřeb                                  |
| 424.   | 8. dubna 1966      | NDR        | 9:3 (2:0, 5:2, 2:1)   | přátelsky                  | Saská Kamenice                          |
| 425.   | 10. dubna 1966     | NDR        | 6:0 (1:0, 4:0, 1:0)   | přátelsky                  | Berlín                                  |

## Bilance sezóny 1965/66
| Soupeř     | Zápasy | Výhry | Remízy | Prohry | Skóre  |
| ---------- | ------ | ----- | ------ | ------ | ------ |
| Finsko     | 1      | 1     | 0      | 0      | 8:1    |
| Jugoslávie | 2      | 2     | 0      | 0      | 34:1   |
| Kanada     | 7      | 4     | 1      | 2      | 23:18  |
| NDR        | 4      | 4     | 0      | 0      | 29:4   |
| Polsko     | 1      | 1     | 0      | 0      | 6:1    |
| SSSR       | 4      | 2     | 0      | 2      | 8:14   |
| Švédsko    | 4      | 4     | 0      | 0      | 18:8   |
| USA        | 1      | 1     | 0      | 0      | 7:4    |
| Celkem     | 24     | 19    | 1      | 4      | 133:51 |

## Další zápas reprezentace
| Datum         | Soupeř                    | Výsledek            | Soutěž    | Místo utkání |
| 3. ledna 1966 | Denver University         | 7:3 (3:1, 2:1, 2:1) | přátelsky | Denver       |
| 6. ledna 1966 | Montreal Junior Canadiens | 5:1 (2:0, 2:0, 1:1) | přátelsky | Montreal     |

## Přátelské mezistátní zápasy
Československo –  NDR 8:1 (2:0, 4:1, 2:0)
22. listopadu 1965 – Litvínov

Branky Československa: 2. Josef Černý, 12. Jiří Holík, 22. Jiří Holík, 27. Jan Klapáč, 28. Ivan Grandtner, 31. Jiří Holík, 48. Rudolf Šindelář, 49. Josef Černý.

Branky NDR: 36. Joachim Ziesche.

Rozhodčí: Frank Daignault (CAN), Dutch van Deelen (CAN)

Vyloučení: 4:2 (využití 0:0)
ČSSR: Vladimír Nadrchal (33. Josef Mikoláš) - Rudolf Potsch, František Tikal, Jozef Čapla, Jan Suchý (Jaromír Meixner) – Josef Černý, Rudolf Šindelář, Stanislav Prýl – Jaroslav Jiřík, Jozef Golonka, František Ševčík (Ivan Grandtner) - Jan Klapáč, Jiří Holík, Jaroslav Holík.
NDR: Peter Kolbe – Heinz Schildan, Ulrich Noack, Wolfgang Plotka, Helmut Novy – Bernd Karrenbauer, Joachim Ziesche, Manfred Künstler – Manfred Buder, Joachim Franke, Rainer Tudyka – Erhard Braun, Lothar Fuchs, Dieter Kratzsch (Helmut Nickel).
 Československo –  SSSR 3:2 (0:0, 2:1, 1:1)
24. listopadu 1965 – Praha

Branky Československa: 24. Stanislav Prýl, 36. Stanislav Prýl, 57. Jan Klapáč.

Branky SSSR: 39. Jurij Mojsejev, 56. Vladimir Jurzinov.

Rozhodčí: Frank Daignault (CAN), Dutch van Deelen (CAN)

Vyloučení: 4:4
ČSSR: Vladimír Dzurilla – Rudolf Potsch, František Tikal, Jozef Čapla, Jan Suchý – Jan Klapáč, Jiří Holík, Jaroslav Holík – Ivan Grandtner, Václav Nedomanský, Josef Černý – Stanislav Prýl, Rudolf Šindelář, Josef Cvach – Jiří Dolana.
SSSR: Viktor Zinger (Alexandr Paškov) – Vladimir Brežněv, Vjačeslav Židkov, Viktor Kuzkin, Vitalij Davydov, Oleg Zajcev, Igor Romiševskij – Viktor Šilov, Anatolij Motovilov, Alexandr Sakajev – Anatolij Ionov, Jevgenij Mišakov, Jurij Mojsejev – Alexandr Striganov, Vladimir Jurzinov, Viktor Jakušev.
 Československo –  SSSR 4:2 (2:0, 1:2, 1:0)
26. listopadu 1965 – Praha

Branky Československa: 11. Václav Nedomanský, 16. Jozef Golonka, 37. Stanislav Prýl, 51. Rudolf Šindelář.

Branky SSSR: 31. Vladimir Brežněv, 33. Alexandr Striganov

Rozhodčí: Frank Daignault (CAN), Dutch van Deelen (CAN)

Vyloučení: 7:7 navíc Zajcev na 10 minut.
ČSSR: Vladimír Dzurilla (Vladimír Nadrchal) - Rudolf Potsch, František Tikal, Jozef Čapla, Jan Suchý, Jaromír Meixner – Ivan Grandtner, Václav Nedomanský, Josef Černý – Stanislav Prýl, Jozef Golonka, Josef Cvach – Jan Klapáč, Jiří Holík, Jaroslav Holík (Rudolf Šindelář)
SSSR: Alexandr Paškov – Viktor Kuzkin, Vladimir Brežněv, Oleg Zajcev, Vitalij Davydov, Igor Romiševskij, Vjačeslav Židkov – Anatolij Ionov, Jevgenij Mišakov, Jurij Mojsejev – Alexandr Striganov, Vladimir Jurzinov, Alexandr Jakušev – Jevgenij Zimin, Viktor Jakušev, Viktor Jaroslavcev.
 Československo –  Švédsko 3:2 (2:1, 1:1, 0:0)
28. listopadu 1965 – Praha

Branky Československa: 10. František Tikal, 13. Jan Suchý, 21. Václav Nedomanský.

Branky Švédska: 14. Nils Johansson, 33. Nisse Nilsson.

Rozhodčí: Frank Daignault (CAN), Dutch van Deelen (CAN)

Vyloučení: 3:6 (využití 1:0, v oslabení 0:1)
ČSSR: Vladimír Nadrchal (Josef Mikoláš) – Jaromír Meixner, František Tikal, Jan Suchý, Jozef Čapla – Jiří Dolana, Václav Nedomanský, Josef Černý – Stanislav Prýl, Jozef Golonka, Jaroslav Jiřík – Jan Klapáč, Rudolf Šindelář, Jiří Holík.
Švédsko: Kjell Svensson – Lars-Erik Sjöberg, Nils Johansson, Roland Stoltz, Ulf Torstensson – Tord Lundström, Nisse Nilsson, Ronald Pettersson – Carl-Göran Öberg, Anders Andersson, Ulf Sterner – Hans Lindberg, Håkan Nygren, Sven Tumba Johansson.
 Československo –  Švédsko 5:2 (1:0, 3:0, 1:2)
30. listopadu 1965 – Praha

Branky Československa: 13. Jan Klapáč, 31. Jaroslav Jiřík, 38. Josef Černý, 40. Ivan Grandtner, 41. Rudolf Potsch.

Branky Švédska: 50. Nisse Nilsson, 58. Ulf Sterner.

Rozhodčí: Frank Daignault (CAN), Dutch van Deelen (CAN)

Vyloučení: 3:4 (využití 1:0)
ČSSR: Josef Mikoláš – Rudolf Potsch, František Tikal, Jaromír Meixner, Jan Suchý – Jan Klapáč, Jiří Holík, Jaroslav Holík – Stanislav Prýl, Václav Nedomanský, Josef Černý – Ivan Grandtner, Jozef Golonka, Jaroslav Jiřík – Josef Cvach.
Švédsko: Leif Holmqvist (Kjell Svensson) – Nils Johansson, Ulf Torstensson, Lars-Erik Sjöberg, Nils-Olof Schilström – Tord Lundström, Nisse Nilsson, Henric Hedlund – Eilert Määttä, Anders Andersson, Ulf Sterner – Hans Lindberg, Håkan Nygren, Sven Tumba Johansson.
 Československo –  Kanada 3:3 (0:1, 3:2, 0:0)
5. ledna 1966 – Winnipeg

Branky a nahrávky Československa: 20:45 Josef Cvach (Josef Černý), 21:31 Jaroslav Jiřík, 38:43 Jiří Holík.

Branky a nahrávky Kanady: 17:13 Roger Bourbonnais, 23:45 John Russell (Roger Bourbonnais), 26:59 Ray Cadieux (Fran Huck, Gary Begg).

Rozhodčí: ?

Vyloučení: 3:4
ČSSR: Vladimír Dzurilla – František Tikal, Jozef Čapla, Jaromír Meixner, Ladislav Šmíd, Jan Suchý – Jan Klapáč, Jiří Holík, Jaroslav Holík – Stanislav Prýl, Václav Nedomanský, Josef Černý – František Ševčík, Jozef Golonka, Jaroslav Jiřík – Josef Cvach.
Kanada: Wayne Stephenson – Paul Conlin, Gary Begg, Barry McKenzie, Terry O'Malley, George Faulkner – Jack McLeod, Fran Huck, Ted Hargreaves – Marshall Johnson, Roger Bourbonnais, John Russell – Jean Cusson, Bill MacMillan, Ray Cadieux – Morris Mott.
 Československo –  Kanada 3:7 (1:3, 1:1, 1:3)
8. ledna 1966 – Kitchener

Branky a nahrávky Československa: 18:43 Jozef Golonka (Jan Suchý, Jaroslav Jiřík), 27:20 Jan Klapáč (Jaroslav Holík), 52:05 Jiří Holík (Jaroslav Holík).

Branky a nahrávky Kanady: 2:38 Rick McCann (Terry O'Malley), 7:02 Terry O'Malley (Roger Bourbonnais, Gary Dineen), 16:00 Jack McLeod (Gary Dineen, George Faulkner), 28:49 Gary Dineen (Roger Bourbonnais, George Faulkner), 41:10 Paul Conlin (Morris Mott), 52:05 George Faulkner (Gary Dineen, Fran Huck), 69:50 George Faulkner (Gary Dineen, Fran Huck).

Rozhodčí: Lou Maschio (CAN), Slota (CAN)

Vyloučení: 8:9
ČSSR: Vladimír Nadrchal – Jaromír Meixner, František Tikal, Jozef Čapla, Jan Suchý (Ladislav Šmíd) – Jan Klapáč, Jiří Holík, Jaroslav Holík – František Ševčík, Jozef Golonka, Jaroslav Jiřík – Stanislav Prýl, Rudolf Šindelář, Josef Cvach.
Kanada: Ken Broderick – Terry O'Malley, Paul Conlin, Barry McKenzie, George Faulkner, Jean Cusson – Jack McLeod, Fran Huck, Marshall Johnson – Rick McCann, Ray Cadieux, Morris Mott – Roger Bourbonnais, John Russell, Gary Dineen.
 Československo –  Kanada 5:1 (1:1, 2:0, 2:0)
9. ledna 1966 – Toronto, Maple Leaf Garden

Branky a nahrávky Československa: 12:15 Jaroslav Holík, 22:04 Josef Cvach, 28:29 Václav Nedomanský, 53:57 Stanislav Prýl (Jozef Golonka, Jaromír Meixner), 55:47 Jaromír Meixner (Jiří Holík).

Branky a nahrávky Kanady: 14:55 George Faulkner (Jack McLeod, Gary Begg).

Rozhodčí: Blair Graham (CAN), Bob Nadan (CAN)

Vyloučení: 8:3
ČSSR: Vladimír Dzurilla – Jan Suchý, František Tikal, Jaromír Meixner, Ladislav Šmíd - Stanislav Prýl, Václav Nedomanský, Josef Černý - František Ševčík, Jozef Golonka, Josef Cvach - Jan Klapáč, Jiří Holík, Jaroslav Holík - Rudolf Šindelář, Jiří Dolana.
Kanada: Ken Broderick – Terry O'Malley, Paul Conlin, Barry McKenzie, Gary Begg, George Faulkner, Wayne Mosdell - Jack McLeod, Al McLean, Gary Dineen - Fran Huck, Marshall Johnson, Roger Bourbonnais - Rick McCann, Ray Cadioux, Morris Mott – John Russell.
Dobový tisk: Čs.sport 10.1.1966
 Československo –  Kanada 4:0 (2:0, 1:0, 1:0)
24. února 1966 – Praha

Branky Československa: 10. Václav Nedomanský, 14. Václav Nedomanský, 30. Jozef Golonka, 46. Jan Suchý.

Rozhodčí: Ernst Wilkert (SWE), Ericsson (SWE)

Vyloučení: 0:5 (využití 1:0) navíc Begg na minut.
ČSSR: Vladimír Dzurilla – Rudolf Potsch, František Tikal, Ladislav Šmíd, Jan Suchý – Jan Klapáč, Jiří Holík, Jaroslav Holík – Stanislav Prýl, Václav Nedomanský, Josef Černý – František Ševčík, Jozef Golonka, Jaroslav Jiřík.
Kanada: Ken Broderick (Seth Martin) – Terry O'Malley, Gary Begg, Barry McKenzie, Lorne Davis, Harvey Schmidt – Roger Bourbonnais, Paul Conlin, Ray Cadieux – Marshall Johnson, George Faulkner, Bill McMillan – Jack McLeod, Fran Huck, Morris Mott – Ted Hargreaves, Rick McCann.
 Československo –  Kanada 4:3 (0:0, 3:1, 1:2)
25. února 1966 – Praha

Branky Československa: 25. Stanislav Prýl, 32. a 40. Václav Nedomanský, 53. Josef Černý.

Branky Kanady: 28. Morris Mott, 48. Lorne Davis, 58. Ted Hargreaves.

Rozhodčí: Ernst Wilkert (SWE), Ericsson (SWE)

Vyloučení: 7:9
ČSSR: Jiří Holeček – Rudolf Potsch, František Tikal, Ladislav Šmíd, Jan Suchý, Jaromír Meixner – Jan Klapáč, Milan Kokš, Jaroslav Holík – Stanislav Prýl, Václav Nedomanský, Josef Černý – František Ševčík, Jozef Golonka, Jaroslav Jiřík.
Kanada: Wayne Stephenson (Seth Martin) – Terry O'Malley, Gary Begg, Barry McKenzie, Lorne Davis, Harvey Schmidt – Paul Conlin, Ray Cadieux, Roger Bourbonnais – Marshall Johnson, George Faulkner, Bill McMillan – Jack McLeod, Fran Huck, Morris Mott – Ted  Hargreaves, Rick McCann.
 Československo –  Jugoslávie 13:1 (5:0, 4:0, 4:1)
14. března 1966 – Lublaň

Branky Československa: 1. Ladislav Šmíd, 2. Václav Nedomanský, 7. Stanislav Prýl, 12. Stanislav Prýl, 19. Jan Suchý, 22. Stanislav Prýl, 30. Jaroslav Holík, 34. Jozef Golonka, 35. Milan Kokš, 45. Jiří Holík, 51. Jan Klapáč, 52. František Ševčík, 59. Jan Klapáč.

Branky Jugoslávie : 59:59 Albin Felc.

Rozhodčí: Zdeněk Kořínek (TCH), Kaltnekar (YUG)
ČSSR: Jiří Holeček – Jaromír Meixner, Ladislav Šmíd, František Tikal, Jan Suchý – Jaroslav Jiřík, Jozef Golonka, František Ševčík - Milan Kokš, Václav Nedomanský, Stanislav Prýl – Jan Klapáč, Jiří Holík, Jaroslav Holík.
Jugoslávie: Rašid Šemsedinovič, Anton Jože Gale – Ivo Jan, Ivo Ratej, Vlado Jug, Zvonimir Mihajlovski, Marjan Kristan – Viktor Tišlar, Albin Felc, Bogomir Jan – Rudi Hiti, Roman Smolej, Janez Mlakar – Slavko Beravs.
 Československo –  Jugoslávie 21:0 (4:0, 10:0, 7:0)
15. března 1966 – Záhřeb

Branky Československa: 5x Jan Klapáč, 3x Stanislav Prýl, 2x Václav Nedomanský, 2x František Tikal, 2x František Ševčík, 2x Jozef Golonka, 2x Jaroslav Jiřík, Jaroslav Holík, Jiří Holík, Ladislav Šmíd.

Rozhodčí: Zdeněk Kořínek (TCH), Dušanovič (YUG)
ČSSR: Vladimír Dzurilla – František Tikal, Jaromír Meixner, Jan Suchý, Ladislav Šmíd – František Ševčík, Jozef Golonka, Jaroslav Jiřík – Stanislav Prýl, Václav Nedomanský, Milan Kokš – Jan Klapáč, Jiří Holík, Jaroslav Holík.
Jugoslávie: Rašid Šemsedinovič – Marjan Kristan, Ivo Ratej, Vlado Jug, Zvonimir Mihajlovski – Viktor Tišlar, Bogomir Jan, Janez Mlakar – Rudi Hiti, Roman Smolej, Slavko Beravs – Miroslav Gojanović, Bruno Zajec, Miran Krmelj.
 Československo –  NDR 9:3 (2:0, 5:2, 2:1)
8. dubna 1966 – Karl-Marx-Stadt

Branky Československa: 3. Jan Suchý, 16. Josef Cvach, 26. Josef Cvach, 27. Stanislav Prýl, 30. Ivan Grandtner, 32. Stanislav Prýl, 38. Ivan Grandtner, 48. M. Havel, 49. Richard Farda.

Branky NDR: 37. Erhard Braun, 38. Rüdiger Noack, 49. Lothar Fuchs.

Rozhodčí: Gronberg (SWE), Finar Boström (SWE)

Vyloučení: 1:0
ČSSR: Vladimír Dzurilla – Miroslav Beránek, František Tikal, Jozef Čapla, Ladislav Šmíd, Jaromír Meixner, Jan Suchý – Stanislav Prýl, Milan Kokš, Josef Cvach – František Ševčík, Ivan Grandtner, Richard Farda – Jan Havel, Jiří Holík, Jaroslav Holík.
NDR: Dieter Pürschel – Wolfgang Plotka, Dieter Voigt, Manfred Buder, Helmut Novy, Malte Thill, Ulrich Noack – Rüdiger Noack, Joachim Ziesche, Bernd Karrenbauer – Erich Novy, Joachim Franke, Rainer Tudyka – Lothar Fuchs, Dieter Kratzsch, Erhard Braun – Manfred Künstler, Peter Prusa, Dieter Huschto.
 Československo –  NDR 6:0 (1:0, 4:0, 1:0)
10. dubna 1966 – Berlín

Branky Československa: 5. Milan Kokš, 31. Ivan Grandtner, 34. a 36. Josef Cvach, 40. Ivan Grandtner, 47. Jaroslav Holík.

Branky NDR: nikdo

Rozhodčí: Gronberg (SWE), Finar Boström (SWE)

Vyloučení: 1:2
ČSSR: Jiří Holeček – František Tikal, Jozef Čapla, Jan Suchý, Miroslav Beránek, Karel Masopust, Jaromír Meixner – Stanislav Prýl, Milan Kokš, Josef Cvach – František Ševčík, Richard Farda, Ivan Grandtner – Jan Klapáč, Jiří Holík, Jaroslav Holík - Jan Havel.
NDR: Peter Kolbe – Wolfgang Plotka, Dieter Voigt, Manfred Buder, Helmut Novy, Ulrich Noack, Malte Thill – Rüdiger Noack, Joachim Ziesche, Bernd Karrenbauer – Joachim Franke, Dieter Huschto, Rainer Tudyka – Lothar Fuchs, Dieter Kratzsch, Erhard Braun – Peter Prusa.

## Další zápasy reprezentace
Československo –  Denver University 7:3 (3:1, 2:1, 2:1)
3. ledna 1966 – Denver

Branky Československa: 1:0 2. Jan Klapáč, 2:1 4. Jozef Golonka, 3:1 14. Jan Klapáč, 4:1 28. Jozef Golonka, 5:2 40. Jozef Golonka, 6:3 45. Jaroslav Jiřík, 7:3 48. Jaroslav Jiřík. 

Branky Denveru: 1:1 4. J. Wiste, 4:2 35. Korol, 5:3 42. James.
ČSSR: Vladimír Nadrchal – Jan Suchý, Jozef Čapla, Jaromír Meixner, Ladislav Šmíd - František Ševčík, Jozef Golonka, Jaroslav Jiřík - Jiří Holík, Václav Nedomanský, Jan Klapáč - Jiří Dolana, Rudolf Šindelář, Josef Cvach - Josef Černý.
Denver University: Blom - Smith, Pazderski, Eagle, Badovski - Korol, Whistle, Bradley - James, Whitemore, W. Wiste - Geddes, Cameron, J. Wiste - Sides.
 Československo –  Montreal Junior Canadiens 5:1 (2:0, 2:0, 1:1)
6. ledna 1966 – Montreal

Branky Československa: 18. Václav Nedomanský, 20. Jan Klapáč, 30. Josef Cvach, 37. Václav Nedomanský, 57. Jaroslav Holík.

Branky Montrealu: 56. Larry Pleau.

Rozhodčí: McAuley (CAN), Mann (CAN) 
ČSSR: Vladimír Nadrchal – Jan Suchý, Jaromír Meixner, Jozef Čapla, Ladislav Šmíd - Jiří Dolana, Václav Nedomanský, Josef Černý - Jan Klapáč, Jaroslav Jiřík, Jiří Holík - František Ševčík, Jozef Golonka, Jaroslav Jiřík - Rudolf Šindelář, Josef Cvach.
Montreal Junior: Desjardins - Cherry, Pierre Bouchard, Chevalier, Carol Vadnays - Larry Pleau, Mallette, Chris Bordeleau - Meutis, Michel Lapalme, Bernard Cote - Don Liesemer, Norm Ferguson, Lucien Grenier - Robin Burns, Jacques Lemaire.